# Psychotria capensis
Psychotria capensis là một loài thực vật có hoa trong họ Thiến thảo. Loài này được (Eckl.) Vatke miêu tả khoa học đầu tiên năm 1875.

## Hình ảnh

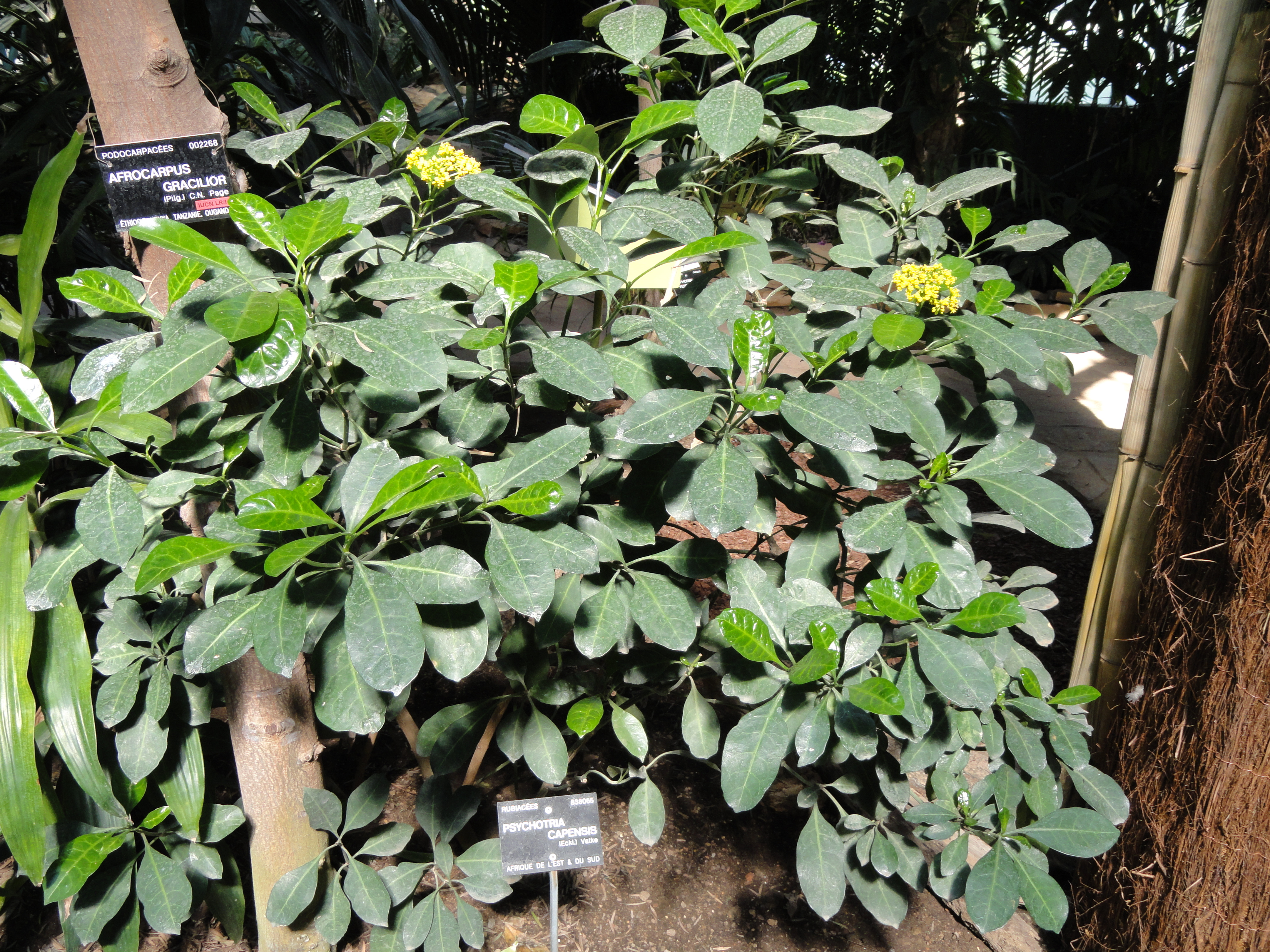
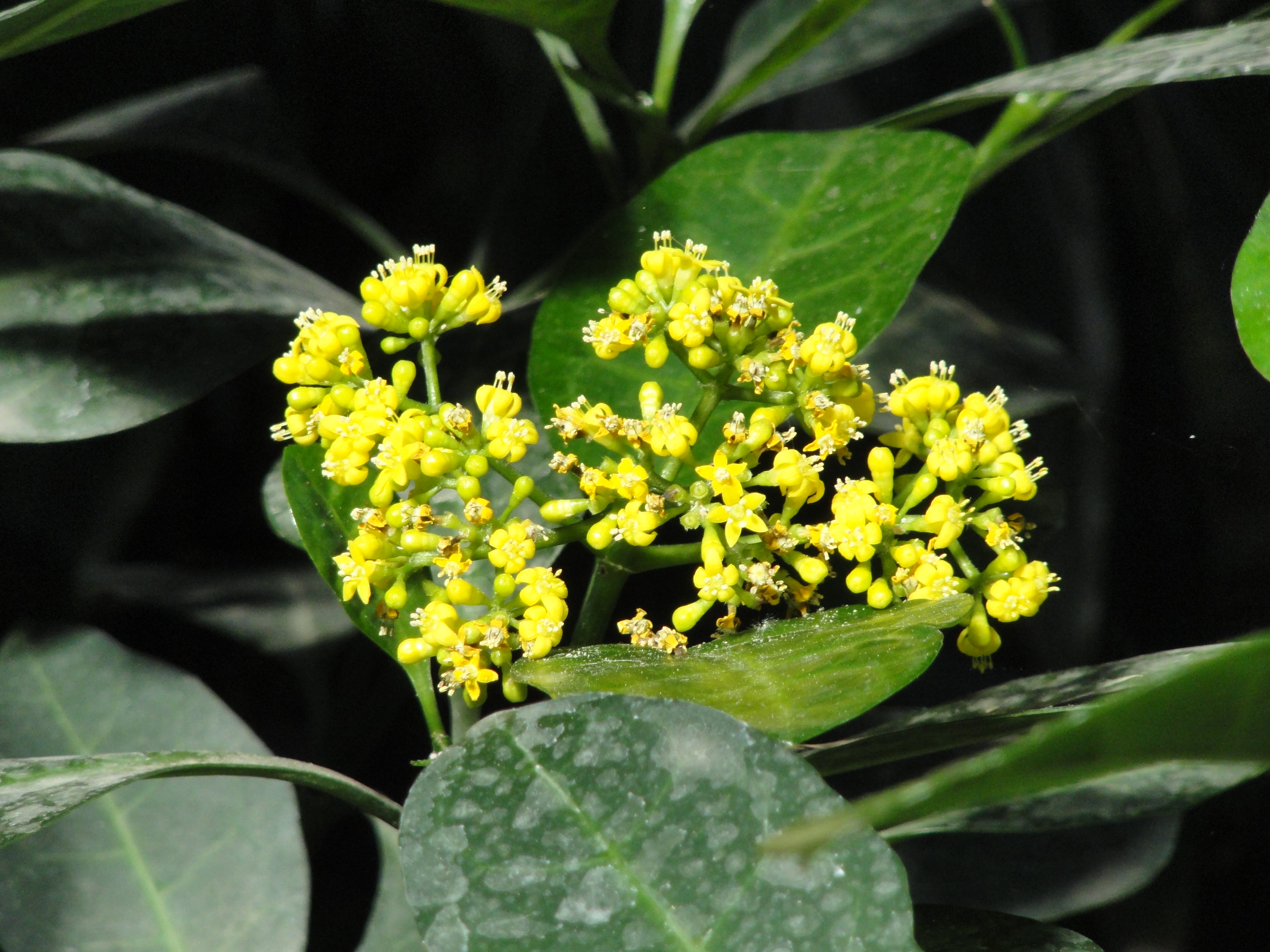
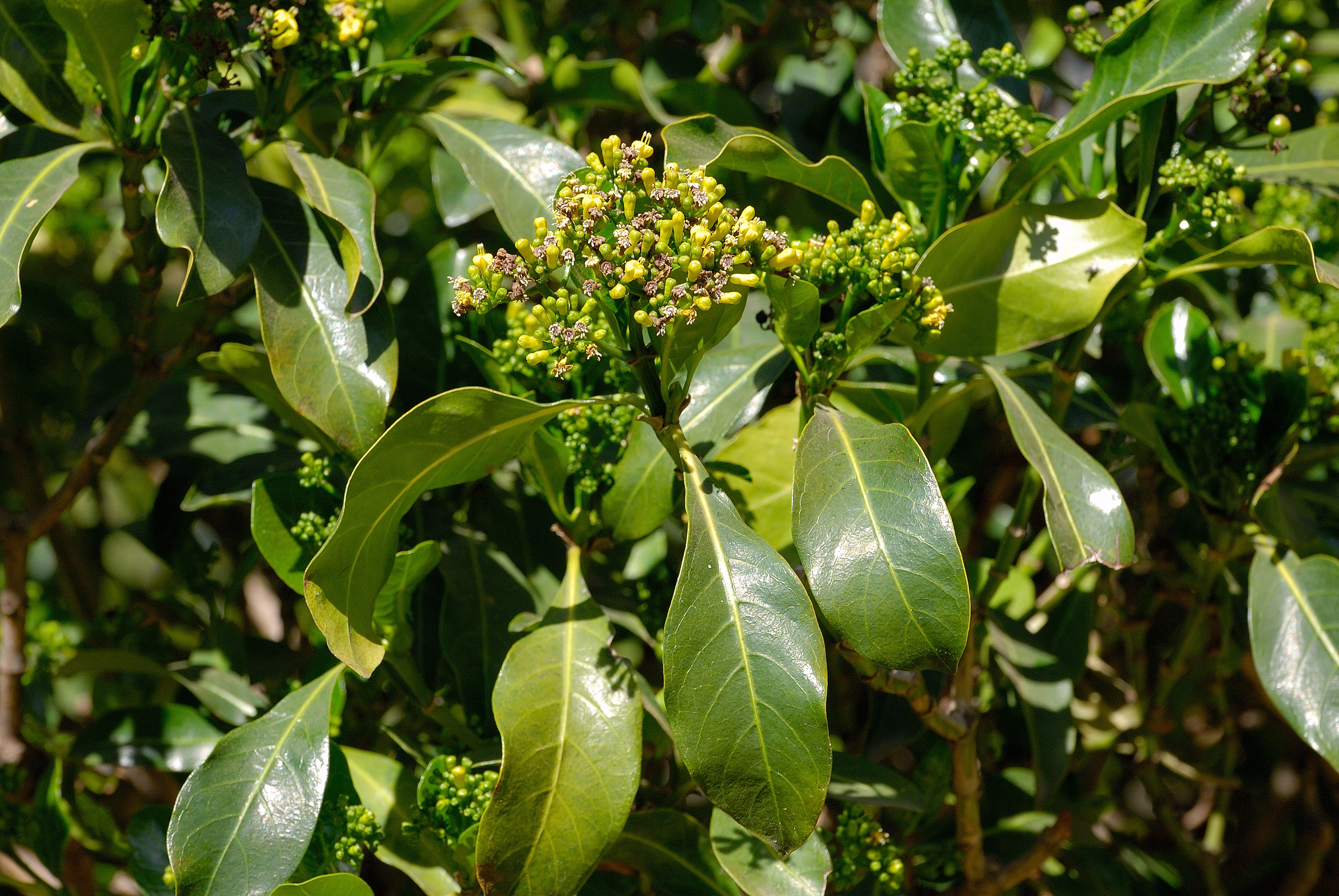
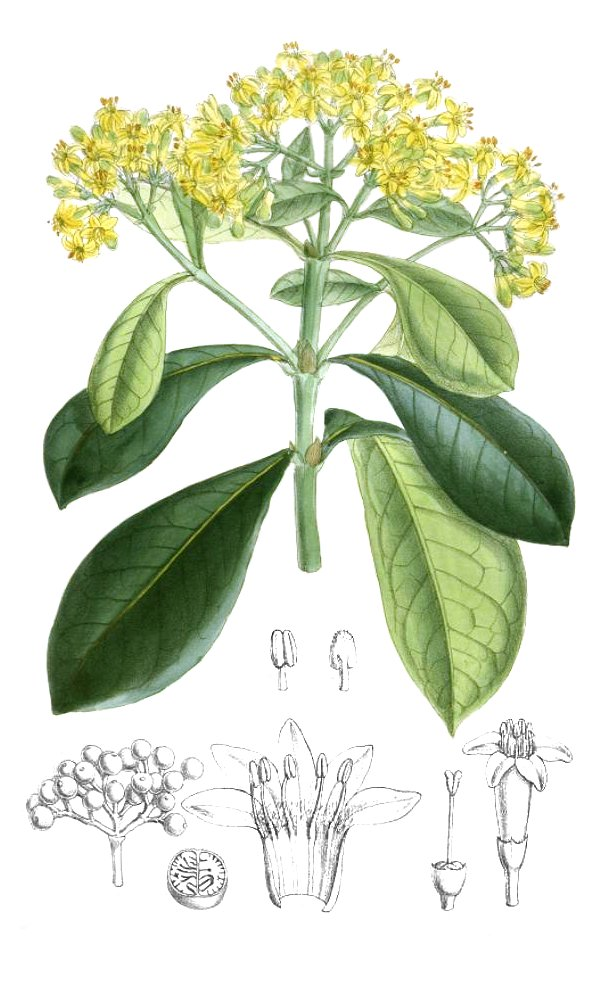